# رولاند ناغي
رولاند ناغي (بالرومانية: Roland Nagy)‏ (12 يونيو 1971 بأراد في رومانيا - ) هو مدرب كرة قدم ولاعب كرة قدم روماني في مركز الوسط. لعب مع إف إس في فرانكفورت ودارمشتات 98 وماينتس 05 ونادي براشوف ونادي ستيوا بوخارست ويو تي أي أراد.

## وصلات خارجية
- رولاند ناغي على موقع قاعدة بيانات كرة القدم.إي يو (الإنجليزية)
- رولاند ناغي على موقع بيانات كرة القدم. دي إي (الألمانية)
- رولاند ناغي على موقع Soccerway.com (الإنجليزية)
- رولاند ناغي على موقع عالم كرة القدم.نت (الإنجليزية)